# Боко Харам
„Боко Харам“ е радикална нигерийска ислямистка терористична организация.[необходимо е уточнение] Става известна през 2002 г., когато неин ръководител става Мохамед Юсуф. Главна цел на организацията е въвеждането на шeриата на цялата територия на Нигерия и изкореняване на западния начин на живот. В едно интервю от 2009 г. лидерът на Боко Харам изрази мнението, че Земята е плоска, че дъждът не идва от „изпарение, причинено от слънцето“, а е създаден и изпратен директно от Бог.[необходимо е уточнение]
Дейността на организацията е концентрирана основно в северните нигерийски щати Йобе, Кано, Баучи, Борно и Кадуна. На езика хауса, използван в Северна Нигерия, името означава „Западното образование е греховно“. Последователите на организацията носят дълги бради и червени или черни чалми и се молят в отделни джамии в градове Майдугури, Кано и Сокото.

## Дейност
През юли 2009 г. над 800 души са убити при сблъсъци на организацията с „Боко Харам“ в град Майдугури. Същия месец Мохамед Юсуф е заловен от нигерийските сили за сигурност и е застрелян в ареста след няколко часа.
На 16 юни 2011 г. атентатор самоубиец детонира експлозиви на паркинг за автомобили пред централното полицейско управление в Абуджа. На 26 юли 25 души са убити от експлозия на бомби в квартал Дала на град Майдугури. На 25 август членове на Боко Харам нападат полицейски участък в Гомбе, убивайки 4 полицаи и войник, след което нападат Фърст банк и Юнион банк, като убиват 7 служители и отнасят неизвестна сума пари. На 26 август кола-бомба се вряза в сградата на ООН в Абуджа и убива 24 души, като ранява още 76. На 4 ноември над 65 души са убити в град Даматуру и село Потиксум. На 25 декември 28 души загиват при 5 бомбени атентата в 4 нигерийски града. Обектите са 3 католически църкви и сграда на тайната полиция.
На 14 – 15 април 2014 г. Боко Харам отвлича 276 ученички от Чибок, Борно. Шекау обяви намерението си да ги продаде в робство. Повече от 50 момичета успяват да избягат. Инцидентът привлича широко медийно внимание към Боко Харам, голяма част от което се фокусира върху изявленията на бившата първа дама на САЩ Мишел Обама.[необходимо е уточнение]
ООН и редица държави окачествяват Боко Харам като терористична организация.